# Trichodon trichodon
Trichodon trichodon is een straalvinnige vissensoort uit de familie van zandvissen (Trichodontidae). De wetenschappelijke naam van de soort is voor het eerst geldig gepubliceerd in 1813 door Tilesius.